# Elezioni parlamentari in Albania del 1962
Le elezioni parlamentari nella Repubblica Popolare Socialista d'Albania del 1962 si tennero il 3 giugno. Il Fronte Democratico ottenne tutti i 214 seggi col 100% dei voti. L'affluenza alle urne fu del 100%.

## Risultati
| Liste              | Voti    | %   | Seggi |
| ------------------ | ------- | --- | ----- |
| Fronte Democratico | 889.828 | 100 | 214   |
| Contrari           | 40      | 0   | -     |
| Totale             | 889.868 |     | 214   |